# La Motte-Picquet – Grenelle
La Motte-Picquet - Grenelle – stacja 6., 8. i 10. linii metra  w Paryżu. Znajduje się w 15. dzielnicy Paryża.  Na linii 6 stacja została otwarta 6 października 1942, na linii 8 - 13 lipca 1913, a na linii 10 - 29 lipca 1937.